# Ariane 1

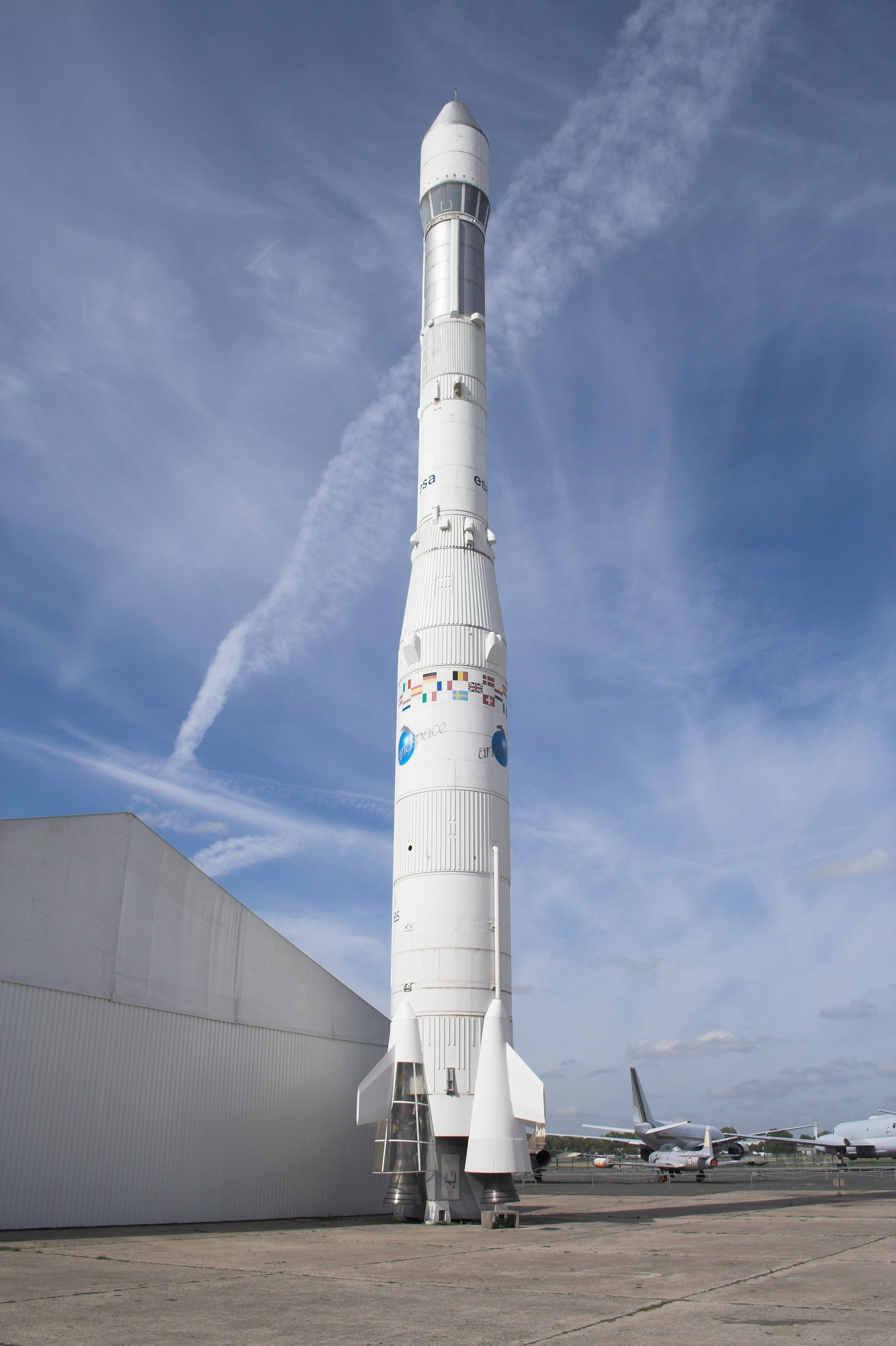
Modelo do Ariane 1

Ariane 1 é a primeira versão do foguete da família Ariane.

## Detalhes técnicos
Com um peso de 210 toneladas, Ariane I foi capaz de colocar satélites em órbita geoestacíonaria, com peso máximo de 1 850 quilos.

## História
O primeiro lançamento ocorreu em 24 de Dezembro de 1979 e teve sucesso. O segundo explodiu no seu lançamento. O terceiro teve sucesso colocando em órbita três satélites. O quarto também teve sucesso.
Durante o sexto lançamento, o primeiro comercial, o foguete apagou depois de 7 minutos de voo. Depois de analisarem todo o projeto, os lançamentos restantes tiveram sucesso.1

## Histórico de lançamentos
| Voo  | Data                    | Plataforma de lançamento | Carga                      | Resultado | Notas |
| ---- | ----------------------- | ------------------------ | -------------------------- | --------- | --- |
| L-01 | 24 de dezembro de 1979  | ELA-1                    | CAT-1                      | Êxito     | Primeiro voo. |
| L-02 | 23 de maio de 1980      | ELA-1                    | Firewheel Amsat P3A CAT-2  | Falha     | Instabilidade da combustão num dos motores Viking da primeira etapa.                                                                           |
| L-03 | 19 de junho de 1981     | ELA-1                    | Meteosat 2 Apple CAT-3     | Êxito     | |
| L-04 | 20 de dezembro de 1981  | ELA-1                    | MARECS 1 CAT-4             | Êxito     | |
| L-5  | 10 de setembro de 1982  | ELA-1                    | MARECS B Sirio 2           | Falha     | Primeiro lançamento comercial O foguete deixou de funcionar depois de sete minutos de voo devido ao falha de uma turbobomba na terceira etapa. |
| L-6  | 16 de junho de 1983     | ELA-1                    | ECS-1 Amsat P3B (Oscar 10) | Êxito     | |
| L-7  | 19 de outubro de 1983   | ELA-1                    | Intelsat 507               | Êxito     | |
| L-8  | 5 de fevereiro de 1984  | ELA-1                    | Intelsat 508               | Êxito     | |
| V-9  | 23 de maio de 1984      | ELA-1                    | Spacenet 1                 | Êxito     | |
| V-14 | 2 de julho de 1985      | ELA-1                    | Giotto                     | Êxito     | |
| V-16 | 22 de fevereiro de 1986 | ELA-1                    | SPOT 1 Viking              | Êxito     | Último voo. |